# John Senio

a Compétitions nationales et continentales officielles uniquement.

b Matchs officiels uniquement.
Dernière mise à jour le 14 février 2024.
John Senio, né le 10 septembre 1982 à Auckland (Nouvelle-Zélande), est un joueur international samoan de rugby à XV. Il joue au poste de demi de mêlée.

## Biographie
John Senio est né à Auckland en Nouvelle-Zélande, d'une famille d'origine samoane. Il est le neveu de Peter Fatialofa, international samoan au poste de pilier.
Ses deux frères ont également connu une carrière professionnelle : Kevin demi de mêlée international néo-zélandais, et Dimitri centre passé par le SC Albi et le Stade montois.

## Carrière

### En club
John Senio est formé à la Kelston Boys' High School (en), dans la lignée de ses frères.
Il commence ensuite sa carrière au niveau amateur, avec l'équipe de Ponsonby dans le championnat de la région d'Auckland.
Il obtient son premier contrat professionnel en 2004, lorsqu'il rejoint la province de Northland pour disputer le National Provincial Championship (NPC),.
L'année suivante, il est appelé au sein de l'effectif de la franchise des Blues au cours de la saison 2005 de Super 12, afin de compenser l'absence sur blessure de Steve Devine,. Il joue deux rencontres comme remplaçant lors de la saison.
En 2006, il obtient son premier vrai contrat avec les Blues. Lors de la saison de Super 14, il est en concurrence avec Steve Devine et Junior Poluleuligaga, et profite des absences récurrentes du premier nommé pour parvenir à jouer treize rencontres, dont neuf titularisations,,.
Plus tard la même année, alors qu'il vient de terminer sa troisième saison avec Northland, il décide de quitter la Nouvelle-Zélande pour rejoindre Édimbourg Rugby en Ligue celtique, où il s'est engagé jusqu'à la fin de la saison en cours,. Il joue quinze rencontres avec l'équipe écossaise, dont seulement cinq titularisations.
Après une saison en Écosse, il signe un contrat de deux saisons avec l'ASM Clermont, évoluant en Top 14. Doublure de Pierre Mignoni avec l'équipe auvergnate, il n'est titularisé que treize fois en trente-six apparitions. Lors de ses deux saisons au club, son club est finaliste chaque année, et il dispute personnellement uniquement la finale 2009 perdue contre Perpignan. Il n'est pas conservé au terme de son contrat en juin 2009, à la suite du recrutement de son frère Kevin.
En 2009, il s'engage pour deux saisons avec le CS Bourgoin-Jallieu évoluant au sein du même championnat, où il doit compenser le départ de Morgan Parra qui fait lui le chemin inverse,. Se partageant le poste avec Mickaël Forest, il obtient un temps de jeu conséquent.
Il quitte Bourgoin au bout d'une saison pour rejoindre en 2010 le FC Grenoble en Pro D2,. Il ne joue qu'une saison avec le club isérois, avant de mettre un terme à sa carrière de joueur et de rentrer vivre en Nouvelle-Zélande.

### En équipe nationale
Bien qu'il n'est jamais été sélectionné auparavant, et qu'il n'ait joué qu'au niveau amateur, John Senio est sélectionné avec l'équipe des Samoa pour participer à la Coupe du monde 2003. Troisième demi de mêlée du groupe samoan derrière Steven So'oialo et Denning Tyrell, il ne joue aucun match lors du tournoi.
Il fait finalement ses débuts internationaux avec les Samoa le 29 mai 2004 face aux Tonga à Apia.
Il accumule ensuite dix sélections pendant trois ans, jusqu'à sa dernière apparition sous le maillot des Manu Samoa le 1er juillet 2006, toujours face aux Tonga.

## Palmarès
- Finaliste du Championnat de France en 2008 et 2009 avec l'ASM Clermont

## Statistiques en équipe nationale
- 10 sélections pour les Samoa
- 10 points (2 essais)
- Sélections par année : 3 en 2004, 4 en 2005, 3 en 2006